# Karabin Carcano Mod. 91
Carcano Mod. 91 – seria włoskich karabinów powtarzalnych zaprojektowanych przez Salvatore Carcano, podpułkownika i inżyniera uzbrojenia we włoskim  rządowym arsenale w Turynie. Pierwszym był zaprojektowany w 1890 roku karabin przyjęty do uzbrojenia armii włoskiej w 1891 pod nazwą Model 91 (M91). Produkowane były w latach 1891–1945, w wersji jako karabin i karabinek stanowiły podstawową broń w armii włoskiej w czasie I i II wojny światowej.
W literaturze angielskojęzycznej, szczególnie amerykańskiej, często można spotkać się z nazwą „Mannlicher-Carcano”. Jest ona związana z konstrukcją magazynka karabinów skonstruowanych przez Salvatore Carcano. O ile konstruując zamek wzorował się on na karabinach braci Paula i Wilhelma Mauserów, to magazynek ładowany przy pomocy ładowników jest wzorowany na magazynkach karabinów Ferdinanda Mannlichera.
Mod. 91 używał nowo opracowanych naboi kalibru 6,5 × 52 mm. W 1938 zaprojektowaną odmianę tej broni jako karabinek z amunicją 7,35 × 51 mm (M38), jednak w 1940 powrócono do kalibru 6,5 mm, a karabiny M38 przebudowano przystosowując do zasilania amunicją 6,5 mm (wersja M91/38).
W 1941 powrócono do produkcji Carcano w długiej wersji karabinowej, nieco jednak krótszej niż oryginalny M91 – ta wersja była znana jako M91/41.
W 1945 po zakończeniu II wojny światowej włoska armia przyjęła na uzbrojenie amerykańskie karabiny M1 Garand, a większość niepotrzebnych już karabinów i karabinków Carcano została sprzedana do Stanów Zjednoczonych.
Z karabinu Carcano M91/38 (z numerem seryjnym C2766) Lee Harvey Oswald miał zastrzelić prezydenta Kennedy’ego 22 listopada 1963.

## Wersje
- Fucile di Fanteria Mod. 91 – standardowy karabin piechoty (lufa dł. 780 mm).
- Moschetto da Cavalleria Mod. 91 – karabinek przeznaczony dla kawalerii, z zintegrowanym składanym bagnetem. (lufa dł. 450 mm).
- Moschetto per Truppe Speciali Mod. 91 – karabinek przeznaczony dla jednostek specjalnych (wł. Truppe Speciali): obsługi broni ciężkiej oraz oddziałów motocyklowych. (lufa dł. 450 mm).
- Moschetto di Fanteria Mod. 91/24 – (lufa dł. 450 mm).
- Moschetto per Truppe Speciali Mod. 91/28 – (lufa dł. 450 mm).
- Moschetto per Truppe Speciali con Tromboncino Mod. 91/28 – karabin-granatnik.
- Fucile di Fanteria Mod. 38 – krótki karabin przystosowany do strzelania amunicją 7,35 × 51 mm (lufa dł. 531 mm).
- Moschetto Mod. 38 – karabinek (krótsza wersja Mod. 38) kalibru 7,35 × 51 mm, z zintegrowanym składanym bagnetem (lufa dł. 450 mm).
- Moschetto per Truppe Speciali Mod. 38 – karabinek (krótsza wersja Mod. 38) kalibru 7,35 × 51 mm, z odczepianym bagnetem (lufa dł. 450 mm).
- Fucile di Fanteria Mod. 91/38 – przebudowane wersje Mod. 38, powrót do amunicji 6,5 × 52 mm. (lufa dł. 450 mm)
- Fucile di Fanteria Mod. 91/41 – krótki karabin 6,5 × 52 mm (lufa dł. 691 mm)
- Typ I – wersja eksportowa produkowana dla Japonii kalibru 6,5 × 50mm SR

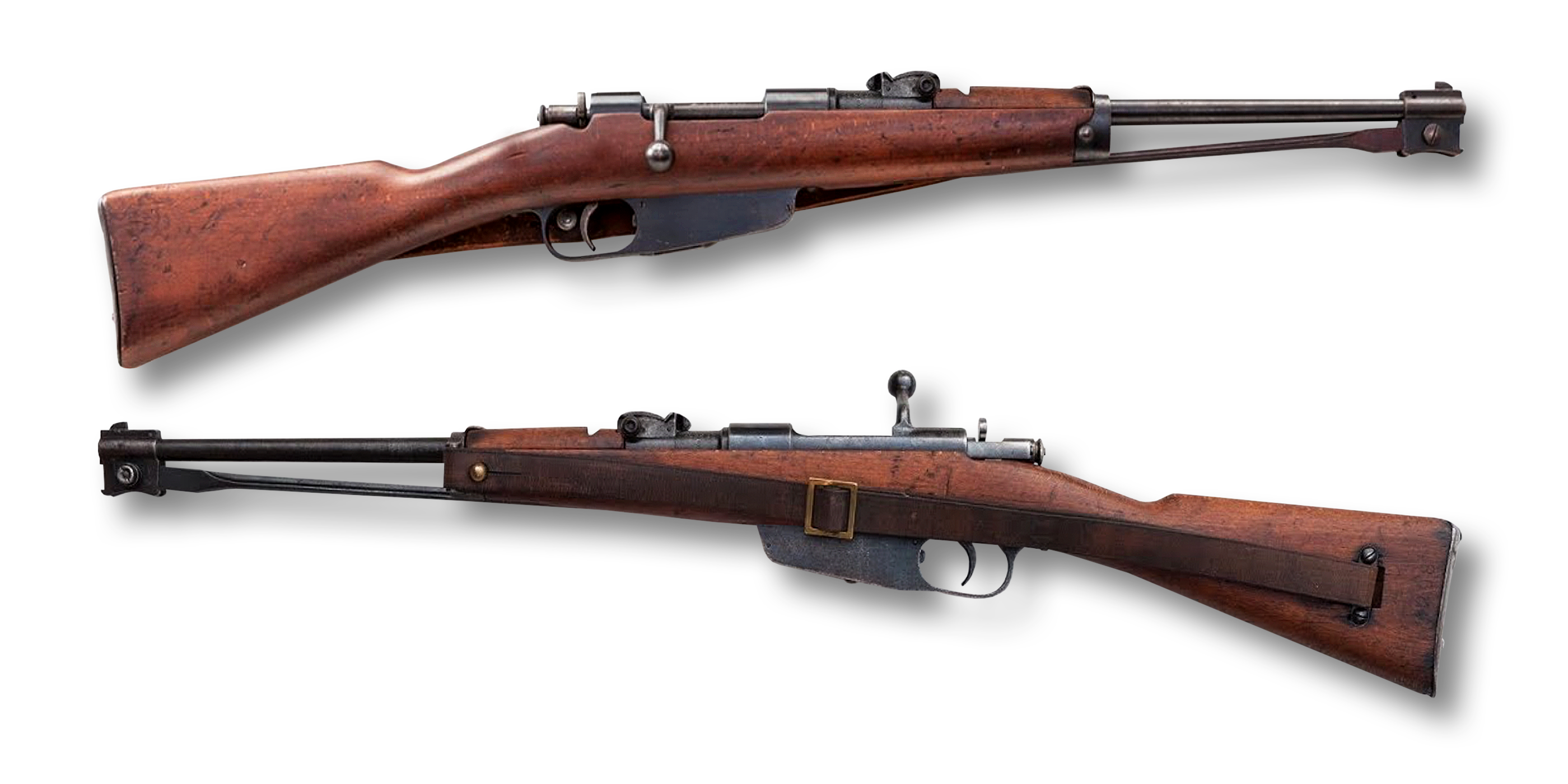
Moschetto da Cavalleria Mod. 91
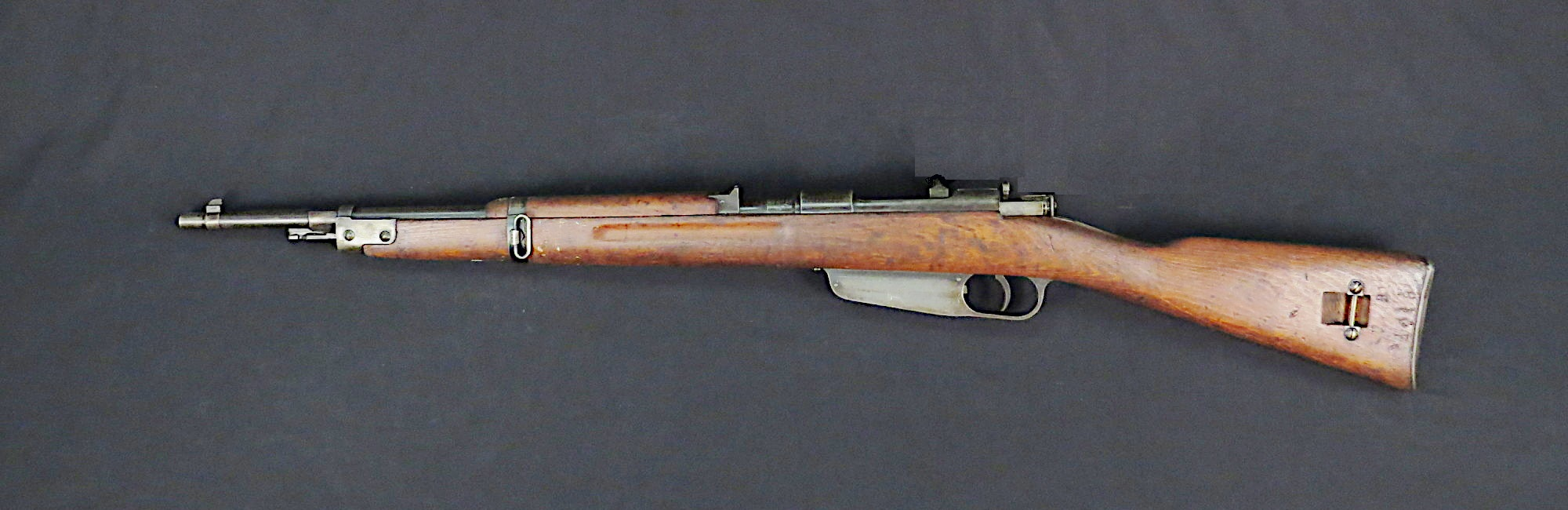
Moschetto per Truppe Speciali Mod. 91/28
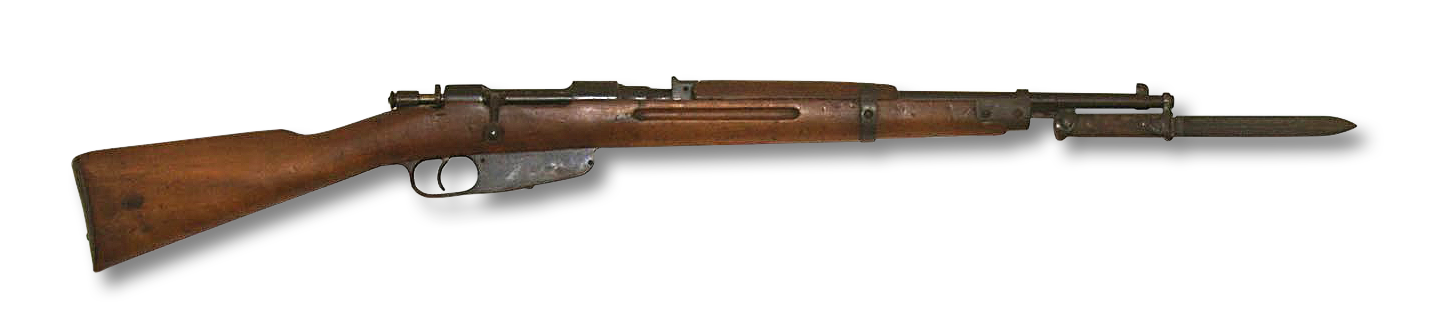
Moschetto per Truppe Speciali Mod. 38
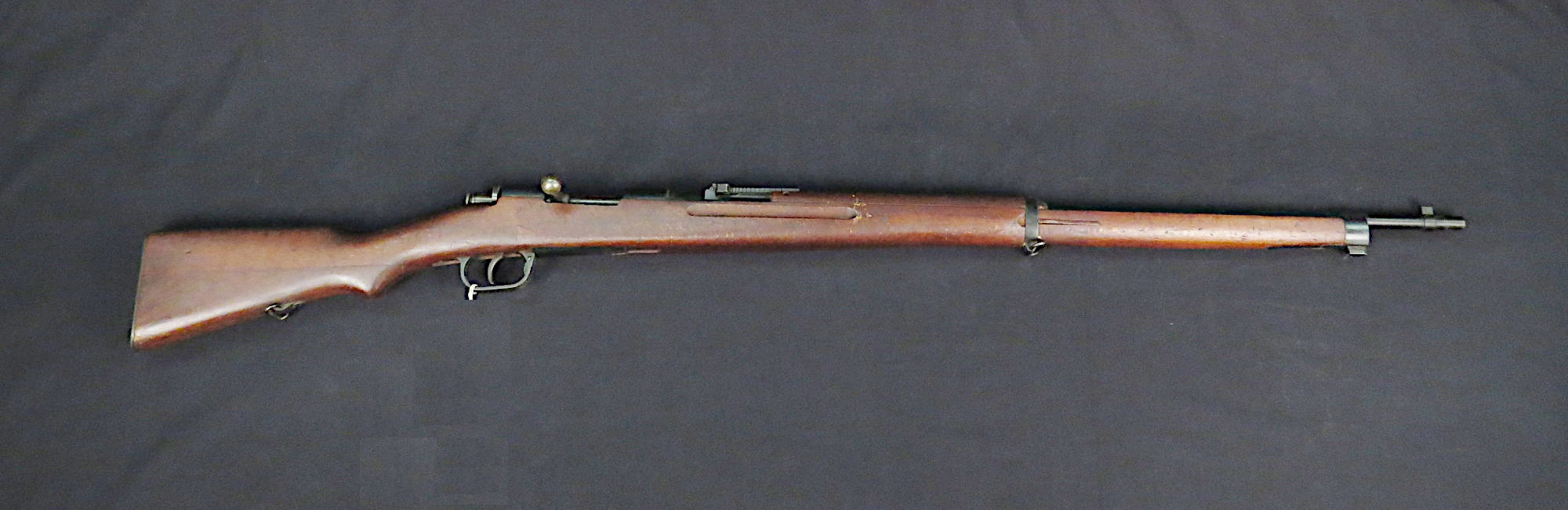
Typ I (eksport do Japonii)